# Jüdischer Friedhof (Plau am See)

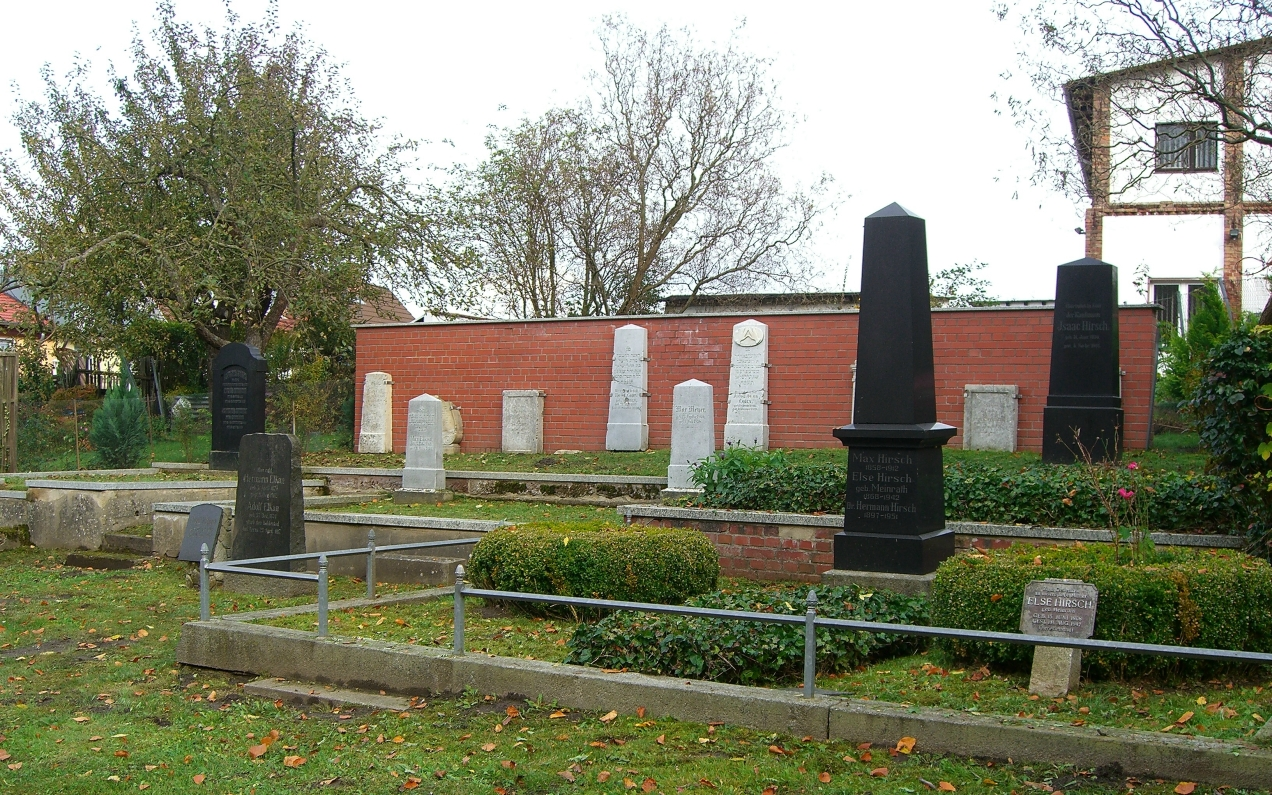
Friedhof am Klüschenberg

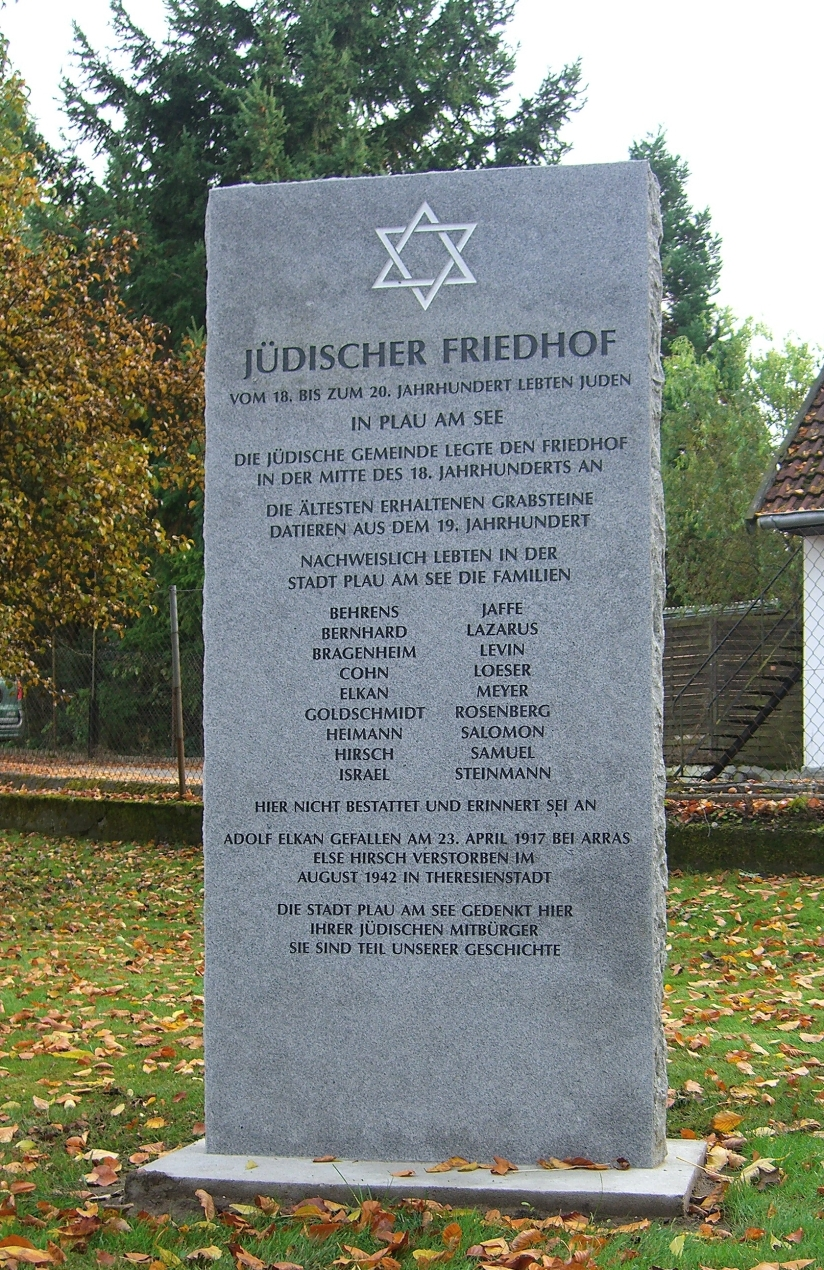
Gedenkstein 2008

Der Jüdische Friedhof Plau am See in Plau am See im Landkreis Ludwigslust-Parchim in Mecklenburg-Vorpommern ist ein geschütztes Baudenkmal.

## Beschreibung
Der Friedhof befindet sich am Klüschenberg. Auf dem 945 m² großen Friedhof sind noch 19 Grabsteine vorhanden. Im Eingangsbereich, der nie mit Gräbern belegt war, wurde 2008 ein Gedenkstein errichtet. Dahinter liegt ein Bereich mit Gräbern aus dem späten 19. und frühen 20. Jahrhundert, wiederum dahinter befindet sich der älteste Teil, der seit den 1940er Jahren als Gemüsegarten genutzt wurde. Als Einfassung genutzte Bruchstücke alter Grabmale sind vor einer neu errichteten Ziegelwand wieder aufgestellt worden.

## Geschichte
Der Friedhof ist bereits 1755, zwei Jahre nach der Ansiedlung der ersten Schutzjuden „vor dem Eldenthore“ angelegt worden. Da es nach dem LGGV den Juden verboten war, Grundbesitz zu erwerben, war das zunächst sehr kleine Grundstück von lediglich 49 m² gegen eine Pacht von 1 Reichstaler an die Stadtkasse Plau gepachtet worden. 1783, 1807, 1833 und 1889 erfolgten Erweiterungen. Nachdem sich die jüdische Gemeinde aufgrund starker Abwanderung in größere Städte rasant verkleinerte wurde sie mit Datum vom 3. Juli 1922 vom Israelitischen Oberrat aufgelöst und der Friedhof dem landesweiten Dachverband der jüdischen Gemeinden, der Israelitischen Landesgemeinde Mecklenburg-Schwerin, übertragen. Seit Anfang 1939 lebten keine Juden mehr in Plau und der Friedhof verwilderte. Das Mecklenburgische Staatsministerium erteilte im Juli 1940 die Genehmigung zur Einebnung des Friedhofes im Ermessen des Gesundheitsamtes Parchim. In dieser Zeit stand der Friedhof in Eigentum der Reichsvereinigung der Juden in Deutschland. Die Stadt erwarb mit Vertrag vom 7. April 1941 das Grundstück zum Preis von 90 Reichsmark. Die Einebnung der Gräber unterblieb jedoch. Es verschwanden in der Folge jedoch alle eisernen Grabgitter und die Felder des ebenfalls eisernen Zaunes. 1947 konnte der Friedhof wieder instand gesetzt werden. Die letzte Beisetzung (Dr. Hermann Hirsch) fand 1951 statt. Die Rückübertragung an den Zentralrat der Juden in Deutschland erfolgte nach 1990.

## Erhaltene Grabmale (alphabetisch)
| Name                                 | geboren                           | gestorben                 | Foto                      | Anmerkungen                                                                             |
| ------------------------------------ | --------------------------------- | ------------------------- | ------------------------- | --------------------------------------------------------------------------------------- |
| Julie Behrens, geb. Elkan            | 15.03.1821 Plau                   | 26.02.1913 Plau           |                           |                                                                                         |
| Rosalie Behrens                      | 16.06.1856 Teterow                | 07.06.1907 Plau           | (siehe Julie Behrens)     | Tochter von Julie Behrens, gemeinsamer Grabstein                                        |
| Max Aron Bernhardt                   | 1797 Goldberg                     | 01.08.1846 Plau           |                           | Grabplatte 1890 angefertigt, nicht mehr an alter Stelle                                 |
| Elise Esther Bernhardt, geb. Lazarus | 1792/93 Plau                      | 10.07.1840 Plau           |                           | Ehefrau von Aron/Max Bernhardt, Grabplatte 1890 angefertigt, nicht mehr an alter Stelle |
| Moritz Meier Bragenheim              | 05.06.1844 Neukalen               | 13.02.1894 Plau           |                           |                                                                                         |
| Schönchen Bragenheim geb. Bragenheim | 22.12.1839 Neustadt-Glewe         | 10.05.1915 Plau           | (siehe Moritz Bragenhaim) | Ehefrau des M. M. Bragenheim, gemeinsamer Grabstein                                     |
| Jacob Aron Cohn                      | 28.12.1805 Plau                   | 12.01.1879 Plau           |                           | Grabstein nicht mehr an alter Stelle                                                    |
| Rosa Cohn geb. Nathan                | 27.05.1813 Tessin b. Rostock      | 21.09.1890 Plau           |                           | Ehefrau des J. A. Cohn, Grabstein nicht mehr an alter Stelle                            |
| Helene Cohn                          | 20.08.1839 Plau                   | 17.05.1935 Plau           |                           | Tochter von Jacob Aron und Rosa Cohn, Grabstein nicht mehr an alter Stelle              |
| Bertha Cohn                          | 02.10.1842 Plau                   | 07.01.1887 Plau           |                           | Tochter von Jacob Aron und Rosa Cohn, Grabstein nicht mehr an alter Stelle              |
| Hermann Elkan                        | 05.04.1829 Plau                   | 09.12.1917 Plau           |                           | auf dem Grabstein auch Gedenken an den 1917 in Frankreich gefallenen Sohn Adolf Elkan   |
| Emil Elkan                           | 23.07.1861 Plau                   | 06.06.1923 Plau           |                           | lediger Sohn von Hermann Elkan                                                          |
| Max Elkan                            | 15.02.1869 Plau                   | 11.03.1894 Plau           |                           | lediger Sohn von Hermann Elkan                                                          |
| Julius Jacob Heymann                 | 17.07.1836 Plau                   | 17.10.1880 Plau           |                           | Teil eines alten Grabsteines mit hebräischer Inschrift, nicht mehr an alter Stelle      |
| Hermann Hirsch                       | 05.07.1828 Plau                   | 08.08.1905 Karlsbad       |                           | gestorben auf Kur, beigesetzt in Plau, nur Fragment einer Grabplatte erhalten           |
| Isaac Hirsch                         | 31.03.1830 Plau                   | 05.11.1901 Plau           |                           | Bruder von Hermann Hirsch, Grabobelisk                                                  |
| Max Hirsch                           | 07.06.1858 Plau                   | 21.07.1912 Plau           |                           | Sohn von Isaac und Rosalie Hirsch, Grabobelisk                                          |
| Else Hirsch, geb. Meinrath           | 15.06.1868 Neustadt a. Rübenberge | 04.08.1942 Theresienstadt |                           | Ehefrau von Max Hirsch, Gedenkplatte                                                    |
| Hermann Hirsch                       | 24.02.1897 Plau                   | 02.09.1951 Berlin         | (siehe Max Hirsch)        | Sohn von Max und Else Hirsch, Name auf dem Grabobelisken der Eltern                     |
| Max Meyer                            | 23.09.1860 Crivitz                | 01.07.1898 Plau           |                           |                                                                                         |
| Therese Rosenberg, geb. Hirsch       | 1800/02 Plau                      | 14.09.1880 Plau           |                           | Grabstein mit hebräischer Inschrift, nicht mehr an alter Stelle                         |
| Bernhard Samuel                      | 17.08.1870 Teterow                | 18.04.1931 Plau           |                           |                                                                                         |
| Grete Samuel, geb. Keibel            | 19.12.1867 Pasewalk               | 03.09.1936 Plau           | (siehe Bernhard Samuel)   | Ehefrau von Bernhard Samuel, gemeinsamer Grabstein                                      |
| Friedrich Samuel                     | 04.01.1901 Schwerin               | 28.03.1929 Plau           |                           | Sohn von Bernhard und Grete Samuel                                                      |

## Liste der Beisetzungen
Auf dem Friedhof sind von 1755 bis 1951 weniger als 200 Personen beigesetzt worden. Das Sterberegister für den jüdischen Friedhof Plau am See ist ab dem Jahr 1814 bis 1913 in Abschrift erhalten und enthält genau 100 Einträge. Die im Register stehenden Altersangaben sind nachweisbar in einigen Fällen falsch, soweit bekannt, sind die zumeist nicht angegebenen Geburtsdaten aus anderen Quellen, sowie insbesondere dem ebenfalls ab 1814 erhaltenen Geburtsregister, angegeben.
| Name                                              | geboren                       | gestorben                 | Anmerkungen                                                                       |
| ------------------------------------------------- | ----------------------------- | ------------------------- | --------------------------------------------------------------------------------- |
| Mendel Salomon                                    |                               | 1753/55 Plau              |                                                                                   |
| Marcus Jacob                                      |                               | 17.03.1765 Plau           | gestorben durch Krankheit (Schwindsucht) nach siebenwöchiger Haft                 |
| Marcus Jacob                                      | um 1740 Lissa [Leszno]        | 06.11.1766 bei Lübz       | als Mörder durch Rädern bei Lübz gerichtet, im Januar 1769 in Schwerin beigesetzt |
| NN                                                |                               | __.11.1766 Plau           | an den Pocken verstorbenes Kind von Heinemann Salomon                             |
| NN                                                |                               | __.11.1766 Plau           | an den Pocken verstorbenes Kind von Henschel/Henoch Israel                        |
| Israel Henschel                                   | um 1680 Wronkow/Polen         | __.__.1768(?) Plau        |                                                                                   |
| Michette Mendels                                  |                               | __.__.1777 Plau           | 1. Ehefrau von Levin Jacob                                                        |
| NN                                                |                               | __.__.1781 Plau           | 1. Ehefrau von Hirsch Cohn, gestorben zusammen mit ihrem Kind                     |
| Jacob Marcus                                      | um 1698 Lissa [Leszno]        | __.__.1782(?) Plau        |                                                                                   |
| NN Israel                                         | um 1708                       | (nach) 1782 Plau          | Ehefrau von Jacob Marcus, Tochter von Israel Henschel                             |
| Heinemann Salomon                                 | um 1720 Vierraden(?)          | (nach) 1782 Plau          |                                                                                   |
| NN                                                |                               | __.__.1786(?) Plau        | 2. Ehefrau von Hirsch Cohn                                                        |
| Levin Jacob                                       | __.__.1740 Lissa(?)           | 1792/99 Plau              |                                                                                   |
| Meyer Levin                                       | __.__.1775 Plau               | 29.02.1814 Plau           | Handelsknecht; 38 Jahre alt                                                       |
| Aron Abraham                                      |                               | 23.03.1814 Plau           | Schutzjude; 66 Jahre                                                              |
| Binchen Aron                                      | __.__.1778 Plau               | 26.03.1814 Plau           | unverehelicht; 36 Jahre                                                           |
| Betty Löser (Leser)                               |                               | 26.03.1815 Plau           | Kind von Levin Löser; 3 Jahre                                                     |
| Hanne Michael                                     | __.07.1812 Plau               | 29.05.1817 Plau           | uneheliches Kind der Binchen Aron; 4 Jahre 10 Monate                              |
| Sara Marcus geb. Samuel                           |                               | 29.01.1818 Plau           | Ehefrau des Abraham Marcus; 56 Jahre                                              |
| Aron Jaffé                                        | 11.10.1817 Plau               | 29.10.1818 Plau           | Sohn von Jacob Aron Jaffé                                                         |
| Fanni (Hirsch) Cohn                               |                               | 02.11.1818 Plau           | Tochter von Hirsch Cohn; 32 ½ Jahre                                               |
| Elkan Nathan                                      | 10.02.1753 Tütz [Tuczno]      | 29.09.1819 Plau           | Handelsmann                                                                       |
| Breindel Salomon                                  |                               | 10.03.1822 Plau           | Witwe des Handelsmannes Salomon; 102 Jahre                                        |
| Jacob Raphael Jaffé                               | 19.08.1819 Plau               | 03.03.1823 Plau           | Sohn von Jacob Aron Jaffé                                                         |
| Reichel/Rachel                                    | 03.02.1727 Arnswalde          | 16.06.1823 Plau           | Witwe des Joseph Pisach/Peysack                                                   |
| Nanette (Hirsch) Cohn                             | 12.06.1797 Plau               | 29.10.1824 Plau           | Tochter von Hirsch Cohn                                                           |
| Levin Bernhard                                    | 10.07.1824 Plau               | 23.07.1824 Plau           | Tochter von Aron/Max Bernhard                                                     |
| Hirsch I. Cohn                                    | 20.10.1749 Schloppe [Człopa]  | 30.05.1825 Plau           |                                                                                   |
| Gustav Aronsohn                                   | 08.10.1824 Plau               | 21.08.1825 Plau           | Sohn von Abraham Aronsohn                                                         |
| Gitel Isaac                                       | __.__.1797                    | 22.01.1826 Plau           | Dienstmädchen bei Levin; 28 Jahre                                                 |
| Welge/Jette Levin                                 | 17.08.1749 Königsberg/Neumark | 14.02.1828 Plau           | Witwe von Jacob Levin; 80 Jahre                                                   |
| Koppel Heymann (Salomon)                          | 03.03.1761(?) Plau            | 25.02.1828 Plau           | 66 Jahre                                                                          |
| Benjamin Lazarus                                  | 20.03.1745(?) Würzburg        | 29.07.1828 Plau           | 88 Jahre                                                                          |
| Abraham Heymann (Salomon)                         | 27.07.1806 Plau               | 16.03.1829 Plau           | Sohn von Koppel Heymann (Salomon)                                                 |
| Liebe Marcus                                      |                               | 15.04.1830 Plau           | Ehefrau von Abraham Marcus; 50 Jahre                                              |
| Gerson/Caspar Goldschmidt (Salomon)               | 02.04.1769(?) Plau            | 12.04.1831 Plau           | 62 Jahre                                                                          |
| Israel Louis                                      | __.__.1764                    | 01.12.1832 Plau           | Handelsmann; 68 Jahre                                                             |
| Malchen Löser                                     | 10.01.1827 Plau               | 03.12.1832 Plau           | Tochter von Levin Loeser                                                          |
| NN Steinmann                                      | 19.11.1833 Plau               | 19.11.1833 Plau           | tot geborenes Kind von Nachmann Steinmann                                         |
| Jetha/Jette Löser geb. Joel                       | 08.03.1789 Malchin            | 28.03.1835 Plau           | Ehefrau von Levin Loeser                                                          |
| Moses Hirsch Cohn                                 | __.11.1782 Elbenbach          | 02.07.1835 Plau           | 54 Jahre                                                                          |
| Sara Lazarus geb. Simon                           | 02.04.1752 Joachimsthal       | 04.10.1835 Plau           | Witwe von Benjamin Lazarus                                                        |
| Sophia Steinmann                                  | 20.06.1829 Plau               | 17.04.1836 Plau           | Tochter von Nachmann Steinmann                                                    |
| Lea Levin geb. Marcus                             | __.05.1765(?) Wittstock       | 09.05.1836 Plau           | Ehefrau von Raphael Levin                                                         |
| Sara Simon                                        | 1808/09 Neustadt-Glewe        | 10.07.1837 Plau           | Dienstmädchen bei den Gebrüdern Cohn; 28 Jahre                                    |
| Raphael Levin                                     | 15.01.1767 Plau               | 08.01.1840 Plau           |                                                                                   |
| Esther/Elise Bernhardt geb. Lazarus               | 1792/93 Plau                  | 10.07.1840 Plau           | Ehefrau von Aron/Max Bernhardt; 47 Jahre                                          |
| Levin Löser                                       | 12.03.1782 Plau               | 25.08.1840 Plau           |                                                                                   |
| Giedel/Gitel Salomon                              | 04.09.1772 Plau               | 08.09.1840 Plau           |                                                                                   |
| NN Goldschmidt                                    | 25.09.1841 Plau               | 25.09.1841 Plau           | tot geborenes Kind von Elias Goldschmidt                                          |
| Jettchen Goldschmidt geb. Simon                   | 1816/17 Wittstock             | 29.09.1841 Plau           | Ehefrau von Elias Goldschmidt; 24 Jahre                                           |
| Hanchen Lazarus geb. Nathan                       | 26.09.1790 Ratenau            | 23.12.1841 Plau           | Ehefrau von Simon Lazarus                                                         |
| Aron Jacob Cohn                                   | 10.11.1775 Gnoien             | 10.05.1843 Plau           |                                                                                   |
| Aron/Max Bernhardt                                | __.__.1797 Goldberg           | 01.08.1846 Plau           |                                                                                   |
| Abraham Marcus                                    | 30.08.1766 Freienwalde/Oder   | 14.09.1847 Plau           | Uhrmacher                                                                         |
| August Elkan                                      | 26.03.1834 Plau               | 02.10.1849 Plau           | Sohn von Nathan Elkan                                                             |
| Breinche/Bertha Heymann                           | 11.04.1774 (Alt) Strelitz     | 02.02.1850 Plau           | Witwe von Koppel Heymann                                                          |
| Löser Hirsch (Cohn)                               | 10.12.1832 Plau               | 02.06.1850 Plau           | Sohn von Moses Hirsch Cohn                                                        |
| Jette Cohn geb. Joel                              | 10.11.1782(?) Malchin         | 10.09.1850 Plau           | Witwe von Aron Jacob Cohn                                                         |
| Adolph Cohn                                       | 28.07.1850 Plau               | 10.04.1851 Plau           | Sohn von Jacob Aron Cohn                                                          |
| Joseph Jacob Cohn                                 | 08.03.1776(?) Gnoien          | 30.04.1851 Plau           |                                                                                   |
| Abraham/Adolph Aronson                            | 16.10.1782(?) Plau            | 02.07.1851 Plau           |                                                                                   |
| Jacob Aron Jaffé                                  | 17.02.1779(?) Thorn           | 27.10.1852 Plau           | zeitweise Religionslehrer                                                         |
| Vogel Löser geb. Joel                             | 1783/84 Malchin               | 19.09.1853 Plau           | Witwe von Levin Loeser; 68 Jahre                                                  |
| Hanchen Aronson geb. Cohn                         | 10.03.1783 Plau               | 11.11.1854 Plau           | Witwe von Abraham Aronson                                                         |
| Simon Lazarus                                     | 31.10.1786 Plau               | 06.07.1856 Plau           |                                                                                   |
| NN Loeser                                         | 12.10.1856 Plau               | 12.10.1856 Plau           | tot geborene Tochter von Levy/Louis Loeser                                        |
| Esther Cohn geb. Joel                             | 11.01.1782 Malchin            | 27.04.1860 Plau           | Witwe von Joseph Jacob Cohn                                                       |
| Rahel Goldschmidt geb. Lazarus                    | 01.03.1771(?) Plau            | 22.04.1861 Plau           | Witwe von Gerson/Caspar Goldschmidt                                               |
| Frida Elkan geb. Wolffenstein                     | 25.10.1840 Dömitz             | 01.11.1862 Plau           | Ehefrau von Hermann Elkan                                                         |
| Henriette/Jettchen Elkan geb. Goldschmidt         | __.__.1836 Neubukow           | 22.02.1863 Plau           | Ehefrau von Julius Elkan                                                          |
| Bernhardt Heymann                                 | 20.09.1865 Plau               | 30.01.1866 Plau           | Sohn von Julius Heymann                                                           |
| Amalie Louis geb. Levin                           | __.__.1798 Plau               | 15.01.1868 Plau           | Witwe von Israel Louis                                                            |
| Henriette Rosenberg                               | 15.01.1841 Plau               | 17.11.1868 Plau           | Tochter von Marcus Wolf Rosenberg                                                 |
| Henriette Jaffé geb. Tobias                       | 15.04.1792 Waren/M.           | 23.12.1868 Plau           | Witwe von Jacob Aron Jaffé                                                        |
| Marcus Wolff Rosenberg                            | 22.02.1811 Krakow am See      | 17.06.1869 Plau           | 56 Jahre                                                                          |
| Sophie Elkan geb. Krull                           | __.__.1834 Ratzeburg?         | 26.07.1869 Plau           | Ehefrau von Julius Elkan; 35 Jahre                                                |
| Bertha Heymann geb. Burgheim                      | __.__.1807 Mirow              | 12.10.1870 Plau           | Witwe von Baruch Heymann; 70 Jahre                                                |
| Minna Jaffé geb. Heine                            | 05.05.1830 Mirow              | 10.05.1871 Plau           | Ehefrau von Hermann Jaffé                                                         |
| Julius Hirsch                                     | 24.07.1860 Plau               | 05.07.1872 Plau           | Sohn von Isaac Hirsch                                                             |
| Heinrich Heymann                                  | 12.05.1842 Plau               | 10.04.1873 Plau           | Handlungsreisender                                                                |
| Nachmann Steinmann                                | 04.03.1800 Bützow             | 24.01.1876 Plau           | Goldschmied                                                                       |
| Louis Loeser                                      | 27.05.1819 Plau               | 09.02.1877 Plau           |                                                                                   |
| Jacob Aron Cohn                                   | 04.01.1805 Plau               | 12.01.1879 Plau           |                                                                                   |
| Alfred Heymann                                    | 02.01.1878 Plau               | 21.02.1879 Plau           | Sohn von Julius Heymann                                                           |
| Heymann Jaffé                                     | 09.06.1832 Plau               | 18.11.1879 Plau           | Tuchmachergeselle                                                                 |
| Therese/Taube Rosenberg geb. Hirsch verw. Hirsch  | __.__.1800 Röbel              | 14.09.1880 Plau           | Witwe von Marcus Wolff Rosenberg                                                  |
| Julius Heymann                                    | 17.07.1836 Plau               | 17.10.1880 Plau           |                                                                                   |
| Nathan Elkan                                      | 24.11.1790 Plau               | 13.03.1882 Plau           |                                                                                   |
| Hannchen Wolff geb. Wolffenstein                  | 15.12.1802 Dömitz             | 10.12.1882 Plau           | Schwiegermutter von Hermann Elkan                                                 |
| Hirsch/Hermann Jaffé                              | 20.06.1821 Plau               | 14.05.1884 Rostock        |                                                                                   |
| Johanna Jaffé                                     | 12.08.1856 Plau               | 07.11.1884 Plau           | ertrunken in der Elde                                                             |
| Bertha Cohn                                       | 02.10.1842 Plau               | 07.01.1887 Plau           |                                                                                   |
| Esther/Louise Steinmann geb. Goldschmidt          | 22.01.1807 Plau               | 14.10.1887 Neubrandenburg |                                                                                   |
| Abraham Hirsch                                    | __.__.1802 Röbel              | 22.01.1889 Plau           |                                                                                   |
| Feche Elkan geb. Weil                             | 26.11.1796 Parchim            | 02.02.1889 Plau           | Witwe von Nathan Elkan                                                            |
| Röschen Cohn geb. Nathan                          | 27.05.1803 Tessin             | 21.09.1890 Plau           |                                                                                   |
| NN Hirsch                                         | 22.08.1891 Plau               | 22.08.1891 Plau           | tot geborene Tochter von Max Hirsch                                               |
| Moritz Meier Bragenheim                           | 05.06.1844 Neukalen           | 13.02.1894 Plau           |                                                                                   |
| Max Elkan                                         | 15.02.1869 Plau               | 11.03.1894 Plau           |                                                                                   |
| Schlomann Jaffé                                   | 08.07.1816 Plau               | 05.04.1897 Plau           |                                                                                   |
| Max Meyer                                         | 23.09.1860 Crivitz            | 14.07.1898 Plau           |                                                                                   |
| Julius Elkan                                      | 20.04.1823 Plau               | 18.07.1898 Plau           |                                                                                   |
| Regina Cohn                                       | 19.01.1841 Plau               | 11.05.1900 Plau           |                                                                                   |
| Isaac Hirsch                                      | 31.03.1830 Plau               | 05.11.1901 Plau           |                                                                                   |
| Rosalie Hirsch geb. Arons                         | 17.07.1833 Lübz               | 21.09.1904 Plau           |                                                                                   |
| Hermann Hirsch                                    | 05.07.1828 Plau               | 08.08.1905 Karlsbad       | auf Kur verstorben                                                                |
| Rosalie Behrens                                   | 16.06.1856 Teterow            | 07.06.1907 Plau           |                                                                                   |
| Emma Cohn                                         | 19.08.1852 Plau               | 17.04.1908 Plau           |                                                                                   |
| Julie Cohn                                        | 03.08.1844 Plau               | 27.10.1910 Plau           |                                                                                   |
| Max Hirsch                                        | 07.06.1858 Plau               | 21.07.1912 Plau           |                                                                                   |
| Julie Behrens geb. Elkan                          | 15.03.1821 Plau               | 26.02.1913 Plau           |                                                                                   |
| Schönchen Bragenheim geb. Bragenheim              | 22.12.1839 Neustadt-Glewe     | 10.05.1915 Gnoien         | Witwe von Moritz Meier Bragenheim                                                 |
| Chajim Jedidjah Pollak Christian Theophilus Lucky | 11.09.1854 Tysmenitz          | 25.11.1916 Berlin         | auf eigenen Wunsch und Vermittlung durch August Wiegand in Plau beigesetzt        |
| Hermann Elkan                                     | 05.04.1829 Plau               | 09.12.1917 Plau           |                                                                                   |
| Emil Elkan                                        | 23.07.1861 Plau               | 06.06.1923 Plau           |                                                                                   |
| Friedrich Samuel                                  | 04.01.1901 Schwerin           | 28.03.1929 Plau           |                                                                                   |
| Bernhard Samuel                                   | 17.08.1870 Teterow            | 18.04.1931 Plau           | Altwarenhändler                                                                   |
| Helene Cohn                                       | 20.08.1839 Plau               | 17.05.1935 Plau           |                                                                                   |
| Grete Samuel geb. Keibel                          | 19.12.1867 Pasewalk           | 03.09.1936 Plau           | Witwe von Bernhard Samuel                                                         |
| Berta Elkan geb. Wolff                            | 04.11.1845 Lübtheen           | 21.12.1936 Plau           | letzte in Plau verstorbene Jüdin                                                  |
| Dr. Hermann Hirsch                                | 24.02.1897 Plau               | 02.09.1951 Berlin         | letzte jüdische Beisetzung in Plau                                                |